# Erin Richards
Erin Richards   (Penarth, 17 de maig de 1986) és una actriu, directora i escriptora gal·lesa, més coneguda per interpretar a Molly Hughes a les sèries de televisió Breaking In i Barbara Kean a la sèrie de televisió Gotham.
D'estatura baixa 1,65 m. soltera i sense parella coneguda fins avui (2020). És una de les promeses de la interpretació gal·lesa, la jove actriu acabà estudiant art dramàtic en el prestigiós "Royal Welsh College of Music and Drama", on es graduà, però no destacà en els seus primers treballs, sinó com a presentadora d'un programa per adolescents en gal·lès, Mosquito, al canal S4C el 2009. Abans però, ja havia debuta sense gaire èxit en cinema en un paper secundari en la comèdia independent Expire Date el 2005. El 2010 va fer el seu debut en TV en un episodi de la sèrie Crash.
Va interpretar Molly Hughes en la tristament fallida Breaking In, abans d'interpretar a Barbara Kean en la sèrie Gotham, paer pel qual ho la recordarà molt de temps. Encara no ha estat nominada a cap premi. Té una veu greu, i l'aconsellen per treballar a la ràdio.
És guionista i també directora. Ha llençat el seu propi curtmetratge, Hot Girl i a més ha dirigit a Gotham, la sèrie per la que hom la coneix. La seva última feina ha estat dirigir un episodi de la sèrie God Friended Me.